# Grundschule (DDR)
Die Grundschule war bis 1959 innerhalb des Bildungssystems der DDR eine einheitliche, achtjährige Gemeinschaftsschule, de facto ohne äußere Differenzierung, sodass der Klassenverband von der ersten bis zur achten Klasse erhalten blieb.
Mit dem Gesetz zur Demokratisierung der deutschen Schule wurde die Grundschule 1946 als zweite Stufe oder Grundstufe der demokratischen Einheitsschule verankert. In der reformintensiven Phase der 1950er Jahre wurden Kontrollarbeiten und Versetzungsprüfungen geschrieben. Zum Ende der achten Klasse erfolgte die Abschlussprüfung bzw. der Schulabschluss, der heute einem qualifizierenden Hauptschulabschluss der neunten Klasse entspräche. Der erfolgreiche Abschluss der Grundschule berechtigte zur Aufnahme einer Lehre und erlaubte nach der Berufsausbildung und zusätzlicher fachlicher Eignungsprüfung ein einschlägiges Fachschulstudium. Gute Leistungen im Abschluss der Grundschule waren eine Voraussetzung für den Übertritt in die zweijährige Mittel- oder vierjährige Oberschule. Die achtjährige Grundschule und die daran anschließende Mittelschule gingen 1959 als erneuerte Form der Einheitsschule in der zehnjährigen, allgemeinbildenden polytechnischen Oberschule (POS) auf. Im Rahmen der POS gab es eine von der Lehrerausbildung ausgehende Differenzierung in eine vierjährige Unterstufe mit Unterstufenlehrern und eine daran anschließende Oberstufe. Unterstufenlehrer hatten eine abgeschlossene Fachschulausbildung, Lehrer ab der 5. Klasse verfügten i. d. R. über eine fächerbezogene, pädagogische Hochschulausbildung mit dem Diplom einer Universität oder Pädagogischen Hochschule.

## Der historische Weg der Grundschule

### Der Aufbau der Grundschule als Grundstufe der Einheitsschule
Mit dem Gesetz zur Demokratisierung der deutschen Schule ersetzte die achtjährige Grundschule zum 1. September 1946 das alte gegliederte Schulsystem aus Grundschule, Volksschule, Mittelschule, höherer Schule und Aufbauschule, und avancierte somit zum Kernbestandteil der neu geschaffenen Einheitsschule. Des Weiteren wurden am 1. September 1946 durch die SMAD völlig neue Lehrpläne sowie neue Stundentafeln in Kraft gesetzt. Gemessen an der Schwierigkeit der Aufgabe, für das ganze Schulsystem angemessene Lehrpläne aufzustellen, war die zur Verfügung stehende Zeit vom Herbst 1945 in den Sommer 1946 nur kurz.
Dennoch sollten der Entstehungsprozess an sich, die strukturpolitische Philosophie dahinter und der systemische Ansatz der Lehrplangestaltung richtungsgebend für die Bildungspolitik der DDR werden:
Grundlage der Schulpolitik waren die bereits vor Kriegsende in Moskau erarbeiteten schulpolitischen Konzepte der KPD. In der von Anton Ackermann Ende Oktober 1944 fertiggestellten Fassung des Aktionsprogramms des Blocks der kämpferischen Demokratie der KPD entfielen 35 von 124 Punkten auf den Sachbereich Volksbildung und Kultur. Darin wurde die achtjährige Einheitsschule (in Form einer vierjährigen Grundschule mit anschließender vierjährigen einheitlichen Volksschule) erstmals als Ziel der KPD definiert. Damit war die KPD von weit radikaleren Forderungen aus der Weimarer Republik abgerückt und hatte sich sozialdemokratischen Positionen angenähert. Damit bereitet die KPD bereits einen möglichen Kompromiss mit der SPD in Schulfragen vor und orientierte sich gleichzeitig am sowjetischen Modell, ohne es zu kopieren (in der Sowjetunion galt seit 1942 auf dem Lande eine siebenjährige und in der Stadt eine neunjährige Grundschule).
Nicht die Kultusministerien der neu geschaffenen Länder, sondern eine Zentralinstanz, die Deutsche Zentralverwaltung für Volksbildung (DZfV) in der sowjetischen Besatzungszone Deutschlands – das spätere Ministerium für Volksbildung der Deutschen Demokratischen Republik – war bei der Erstellung der Lehrpläne federführend. Auf diese Weise war eine Mitwirkung der oder Kontrolle durch die Landtage verhindert worden.
Bei der DZfV wurde die Schulreform seit dem 29. September 1945 im Ausschuss für die Einheitsschule vorbereitet. Die zehn Mitglieder (bis auf Kurt Landsberg (CDU, später zur SPD gewechselt) alles Sozialdemokraten und Kommunisten) sprachen sich (bis auf Landsberg und Erich Thaus (SPD), die eine sechsjährige Grundschule wünschten) gemäß der Programmatik ihrer Parteien für die achtjährige Einheitsschule aus. Die SMAD legte daraufhin im Dezember 1945 einen Entwurf des „Gesetzes zur Demokratisierung der deutschen Schule“ vor, dass den Vorstellungen von SPD und KPD entsprach. Am 5. Februar 1946 wurde der Entwurf den Landes- und Provinzialverwaltungen und den Parteien zugeleitet. Insbesondere die CDU kritisierte den Entwurf. Trotz des massiven Druckes der Besatzungsmacht weigerte sich z. B. die CDU Thüringen das Gesetz zu befürworten. Ungeachtet der Kritik wurde das Gesetz im Mai/Juni 1946 in Kraft gesetzt.
Die aufgestellten Lehrpläne sah man als eine erste Zusammenfassung des neuen Unterrichts, die später verbessert werden müsse. Deswegen wurden die Schulverwaltungen und alle Vertreter der Lehrerschaft dazu aufgerufen, ihre Erfahrungen mit den Sachbearbeitern der Zentralverwaltung auszutauschen und mit ihnen über die Vervollkommnung der Lehrpläne zu beraten. Diese Art der Rückkopplung, vom Schulalltag mit den im Schulleben tätigen Lehren zurück ins Ministerium, würde ein kontinuierliches Element ostdeutscher Bildungspolitik werden.
Die Lehrpläne des Frühjahres 1946 waren planungstechnisch schon erstaunlich nahe am späteren Lehrplanwerk der DDR-Schule. Die Linienführung einer kommentierten, erläuternden, allgemeinverbindlichen und planmäßigen Vorgabe des Unterrichts war klar hervorgehoben und zeigte die Zukunft ostdeutscher Didaktik. Die Lehrpläne bestimmten die Kenntnisse und Fertigkeiten, die der Schüler auf der jeweiligen Klassenstufe erreichen musste, um seine Fähigkeiten möglichst allseitig auszubilden. Das Konstrukt der Allseitigkeit und des extrem hohen Stellenwerts umfassender Allgemeinbildung ist damit bereits aufgezeigt.
Die Lehrpläne hatten insbesondere die Einheit der Lehrziele in allen Grundschulen und auf allen Unterrichtsgebieten zu sichern. Sie waren kein starres Schema, das dem Unterricht von außen aufgezwungen wurde, sondern sollten Ausdruck der inneren Gegebenheiten des Lehrens und Lernens in der Grundschule sein. Ihr Zweck war es, dem Unterricht die Richtung zu weisen und ihn nach Zielsetzung, Ablauf und Zeitmaß so zu regeln, wie es vornehmlich dem Aufbau des Schulwesens, dem Lehrstoff und der Entwicklung des Schülers am besten entsprach. Den Lehrplänen gestand man daher Gesetzmäßigkeit zu, so dass sie für alle Lehrer und Schüler verpflichtend waren.
Die Verankerung eines solchen Anspruchs, der Lehrplan eines Faches müsse nicht nur auf das Heranwachsen des Kindes, sondern passend auf Struktur und Bedürfnisse des Schulsystems sowie Eigenheiten des vermittelten Wissens ausgerichtet werden, hob sich wesentlich von der westdeutschen Curricula-Politik der Rahmenpläne und Kompetenzen ab. Auf diese Weise rückte der Lehrplan in eine Vormachtstellung auf, aus die er erst zur politischen Wende 1989/90 gerissen werden würde. Die Einführung der Einheitsschule leitete demzufolge auch den Wandel des ostdeutschen Lehrers vom Didaktiker zum Methodiker ein, denn die Didaktik – Was wird gelehrt? – war von den Lehrplänen bestimmt.
In den Tagungen zur Aufstellung der Lehrstoffpläne bekräftigte man, dass die Jugend nach dem Wissensverfall unter der nationalsozialistischen Gewaltherrschaft unbedingt gesichertes und geordnetes Können erwerben müsse, überdies aber nicht vergessen werden dürfe, dass im Bildungsgang des Schülers die Weckung und Steigerung seiner geistigen Kräfte ebenso notwendig sei wie der Erwerb von Kenntnissen und Fertigkeiten. Das heißt, das spätere wichtige Element der DDR-Schule von der Hinwendung zum breiten, anwendungsbereiten Wissen und zur Fähigkeit, Wissen übergreifend in Wissenssysteme einordnen zu können, ist vom Schulgesetz 1946 begründet worden.
Dennoch standen die Lehrpläne mehrheitlich für sich allein, obschon mit viel Anstrengung versucht wurde, die Fächer aufeinander abzustimmen. Der Zeitrahmen entpuppte sich jedoch als viel zu kurz und es mangelte an konkreten Vorstellungen, wie planmäßiger Unterricht überhaupt didaktisch übergreifend gestaltet werden könnte. Diese Problematik sollte sich als langwieriger Prozess herauskristallisieren und konnte erst 1959 mit dem ersten Lehrplanwerk der Polytechnischen Oberschule gelöst werden.

### Grundzüge des Unterrichts, Stundentafel 1949
Die erste Stundentafel der Grundschule ließ dem Schüler viele Freiheiten. So konnte die in Klasse 5 begonnene Fremdsprache Russisch, Englisch oder Französisch sein. Im siebten und achten Schuljahr erweiterte und vertiefte außerdem ein differenzierendes Kurssystem die Vorgaben der Stundentafel:
- für die sprachlich Begabten (sogenannte A-Klassen) wurden jeweils sechs Stunden in der zweiten Fremdsprache erteilt; dafür entfielen zwei Stunden Deutsche Sprache und zwei Stunden Werken

- für die mathematisch-naturwissenschaftlich Begabten (sogenannte B-Klassen) wurden jeweils zwei Stunden naturwissenschaftlicher Unterricht mehr und an Stelle der fünf Stunden Mathematik des Kernunterrichts fünf Stunden Mathematik im Kursunterricht nach besonderen Lehrplänen erteilt

- für die Schüler mit dem Streben auf alte Sprache (sogenannte C-Klassen) galt dasselbe wie in den A-Klassen, wobei die zweite Fremdsprache verpflichtend Latein sein musste

Naturkunde wurde nicht interdisziplinär unterrichtet, sondern die Naturkundestunden wurden den Fächer Physik, Chemie und Biologie nach Vorgaben in den Lehrplänen zugeeignet. Bereits an dieser Stelle prägte sich die Tradition aus, dass für alle Kinder Biologie in der fünften Klasse begann, gefolgt von Physik in der sechsten Klasse und Chemie in der siebten Klasse. Erdkunde galt als Naturwissenschaft, da die Elemente der physischen Geographie überwogen. Heimatkunde als Fach existierte nicht, sondern war als Weg der Unterrichtsgestaltung gedacht. Die Schüler sollten mit ihrer Heimat auf verschiedene Weise vertraut gemacht werden. Zu diesem Zweck war heimatkundlicher Lehrstoff in mehrere Fächer, vor allem in das Fach Deutsche Sprache, eingebettet.

#### Stundentafel
Sie wurde im Gesetz von 1946 angeordnet.
|                                     | Klasse | 1  | 2  | 3  | 4  | 5  | 6  | 7  | 8  |
| Deutsche Sprache                    |        | 8  | 12 | 13 | 14 | 6  | 6  | 6  | 6  |
| Fremdsprache                        |        | –  | –  | –  | –  | 6  | 6  | 5  | 5  |
| Rechnen/Mathematik                  |        | 4  | 4  | 6  | 6  | 6  | 6  | 5  | 5  |
| Naturkunde (Physik-Chemie-Biologie) |        | –  | –  | –  | –  | 3  | 3  | 3  | 3  |
| Erdkunde                            |        | –  | –  | –  | –  | 2  | 2  | 2  | 2  |
| Werken Handarbeit Zeichen           | }      | –  | –  | 3  | 3  | 3  | 3  | 4  | 4  |
| Geschichte                          |        | –  | –  | –  | –  | 2  | 2  | 3  | 3  |
| Musik                               |        | 2  | 2  | 2  | 2  | 2  | 2  | 2  | 2  |
| Körperliche Erziehung               |        | 2  | 2  | 2  | 2  | 2  | 2  | 2  | 2  |
| Pflichtwochenstunden                |        | 16 | 20 | 26 | 27 | 32 | 32 | 32 | 32 |

### Formen der Grundschule
Der sukzessive Wiederaufbau des Schulsystems nach 1945 brachte es mit sich, dass die Grundschule in unterschiedlichen Formen existierte. Die ursprüngliche Konzeption war die vollausgebaute Grundschule, in der acht Klassen gebildet wurden, die jeweils einen Jahrgang umfassten. Des Weiteren gab es weniggegliederte Grundschulen, die Mehrstufenklassen (jahrgangsübergreifende Klassen) beinhalteten und vornehmlich auf dem Land zu finden waren. Der Überwindung der weniggegliederten Grundschulen wurde besonders in den 1950er Jahren große Aufmerksamkeit gewidmet, denn die Lehre in jahrgangsübergreifenden Klassen wurde als überholt und ineffektiv analysiert. Ideologisch verbarg sich dahinter, dass jahrgangsübergreifende Klassen seit Jahrhunderten das gegliederte Schulsystem der ländlichen Gebiete kennzeichnete und als ungerechter, reaktionärer Zwang der Ständegesellschaft verstanden wurde. Die Schulstatistiken in den 1950er Jahren lieferten viele Hinweise, dass die weniggegliederten Grundschulen tatsächlich schlechtere Leistungen erreichten und unter langsamem Lerntempo litten verglichen mit den vollausgebauten Grundschulen. Unter großem Aufwand beseitigte man daher bis in die frühen 1960er Jahre alle jahrgangsübergreifenden Klassen in den Landschulen, was eine spürbare Niveauhebung der Lehre in den ländlichen Regionen der DDR zur Folge hatte. Darüber hinaus existierten noch Zentralschulen. Zentralschulen waren Grundschulen im ländlichen Raum, die das als ungerecht empfundene Schulnetz des gegliederten Schulsystems beseitigen sollten. Vielerorts war der sofortige Aufbau von achtjährigen Grundschulen logistisch nicht möglich, da die vielen Schultypen des gegliederten Schulsystems nicht in jedem Dorf vorhanden waren und die Schulgebäude zu wenig Platz boten. Daher fand der Umbau der verfügbaren Einrichtungen zu Zentralschulen statt, was für viele Kinder im ländlichen Raum überhaupt erst den Zugang zu hoher Bildung eröffnete. Die Zentralschulen waren der Grundstein für das dichte kommunale Schulsystem der DDR, das später auch in den meisten kleinen Dörfern Polytechnische Oberschulen unterhielt und so der Schulweg für die Schulkinder sehr kurz ausfiel.
Seit 1951 gab es auch Zehnklassenschulen, in denen die achtklassige Grundschule sowie die daran anschließende Mittelschule örtlich zusammengefasst waren und die ab 1953 nach der 10. Klasse den Abschluss der Mittleren Reife boten. Nachdem 1951 neue Lehrpläne in Kraft traten, begann der sukzessive Umbau der achtjährigen Grundschulen in Zehnklassenschulen, und sollte ab 1953 in Elfjahresschulen münden. Motivation war hierbei die pädagogische Erfahrung, dass eine allgemeine achtjährige Schulbildung nicht mehr zeitgemäß war und die verschiedenen Ausbauformen der Grundschule die zentralistische Lenkung des Gesamtsystems behinderten. Der Volksaufstand am 17. Juni 1953 führte aber im Ministerium für Volksbildung zur Abwendung von der Elfjahresschule, bevor das Vorhaben überhaupt angelaufen war, so dass die weitere Überführung der Grundschulen in Zehnklassenschulen bis 1959 unterblieb, und die ab der 9. Klasse beginnenden Mittelschulen und Oberschulen parallel erhalten wurden.

### Stundentafel für die Grundschule 1955
Die Stundentafel wurde 1955 angewiesen.
Das Fach Heimatkunde stand hiermit zum ersten Mal in der Stundentafel. Das MfV schrieb in einer weiteren VuM vor, dass Heimatkunde von einem Unterstufenlehrer erteilt werden musste und dass die Fächer Deutsche Sprache und Heimatkunde in einer Hand liegen müssen auf Grund der engen Verbundenheit von Deutscher Sprache und Heimatkundeunterricht. Eine weitreichende Folge dieser Festlegung war später der heimatkundliche Deutschunterricht der Polytechnischen Oberschule: Heimatkunde als separates Fach verschwand (im Gegensatz zum Sachkundeunterricht in der BRD) und ging als Disziplin im Fach Deutsche Sprache und Literatur vollständig auf. Diese Verschmelzung blieb bis 1990 gültig und fand erst mit dem Auseinanderbrechen der Einheitsschule ihr Ende.
|                                  | Klasse | 1  | 2  | 3  | 4  | 5  | 6  | 7  | 8  |
| Deutsche Sprache                 |        | 8  | 12 | 14 | 12 | 8  | 7  | 6  | 6  |
| Heimatkunde                      |        | –  | –  | –  | 4  | –  | –  | –  | –  |
| Russisch                         |        | –  | –  | –  | –  | 4  | 4  | 4  | 4  |
| Rechnen                          |        | 5  | 5  | 6  | 6  | 5  | 5  | 5  | 5  |
| Physik                           |        | –  | –  | –  | –  | –  | 2  | 2  | 2  |
| Chemie                           |        | –  | –  | –  | –  | –  | –  | 2  | 2  |
| Biologie                         |        | –  | –  | –  | –  | 2  | 2  | 2  | 2  |
| Erdkunde                         |        | –  | –  | –  | –  | 2  | 2  | 2  | 2  |
| Geschichte                       |        | –  | –  | –  | –  | 2  | 2  | 3  | 3  |
| Gegenwartskunde                  |        | –  | –  | –  | –  | –  | –  | 1  | 1  |
| Zeichnen                         |        | 1  | 1  | 1  | 1  | 1  | 1  | 1  | 1  |
| Gesang                           |        | 1  | 1  | 1  | 1  | 1  | 1  | 1  | 1  |
| Turnen                           |        | 2  | 2  | 2  | 2  | 2  | 2  | 2  | 2  |
| Nadelarbeit (nur für Mädchen)    |        | –  | –  | 1  | 1  | 1  | 1  | 1  | 1  |
| Pflichtwochenstunden für Jungen  |        | 17 | 21 | 24 | 26 | 27 | 28 | 31 | 31 |
| Pflichtwochenstunden für Mädchen |        | 17 | 21 | 25 | 27 | 28 | 29 | 32 | 32 |

### Stundentafel für die 9. und 10. Klasse der Zehnklassenschulen 1955
angewiesen in
Der Geburtsjahrgang 1947 (Schuleintritt 1. September 1953) war der erste, der später verpflichtend zehn Jahre die Schule besuchen musste. Die Jahrgänge zuvor hatten in den ausgebauten Grundschulen die Wahl, nach der 8. Klasse in die Lehre zu gehen oder zunächst das 9. und 10. Schuljahr zu absolvieren.
|                        | Klasse | 9  | 10 |
| Deutsch                |        | 5  | 5  |
| Geschichte             |        | 2  | 2  |
| Russisch               |        | 3  | 3  |
| Mathematik             |        | 5  | 5  |
| Physik                 |        | 3  | 3  |
| Chemie                 |        | 2  | 3  |
| Biologie               |        | 3  | 3  |
| Erdkunde               |        | 2  | 2  |
| Werken                 |        | 3  | 3  |
| Geometrisches Zeichnen |        | –  | 1  |
| Stenographie           |        | 1  | 1  |
| Zeichnen               |        | 1  | –  |
| Gesang                 |        | 1  | –  |
| Turnen                 |        | 2  | 2  |
| Pflichtwochenstunden   |        | 33 | 33 |

### Mittelschule
1955 wurde vom MfV beschlossen, alle Schulen mit zehnklassigem Bildungsgang als Mittelschulen zu bezeichnen.
Weitere Tagungen und Debatten führten daraufhin zum Entschluss, eine zehnklassige allgemeinbildende Mittelschule als grundlegenden Schultyp der Zukunft zu etablieren. Die Mittelschulen sollten aus einer Umstrukturierung aller Grundschulen und Zehnklassen-Schulen entstehen.
Doch schon im Jahre 1957/58 wurde die Mittelschule umorientiert und mit umfangreichem polytechnischen Unterricht ausgestattet. Die Stundentafel wurde um Jahresstundenumfänge für gesellschaftlich-nützliche Tätigkeit und produktive Arbeit und Einführung in die sozialistische Produktion ergänzt. Nach der Revanchismusauseinandersetzung 1957 entschloss sich der seit 1958 amtierende Minister für Volksbildung, Lemmnitz, das Mittelschulsystem nicht weiter zu verfolgen, sondern das gesamte Schulsystem auf gehobene Oberschulbildung für alle Kinder auszurichten, gekoppelt an eine weitreichende Polytechnisierung. Die Arbeiten an einem umfangreichen Lehrplanwerk wurden aufgenommen, welches eine Reihe von strukturpolitischen und bildungsideologischen Ideen bündelte und den Fachunterricht wesentlich modernisierte. Mit dem 1. September 1959 trat das neue Lehrplanwerk einschließlich einiger Übergangsregelungen für die jetzt neu gegründete Polytechnische Oberschule in Kraft. Mit dem Übergang von Grundschulen zu Mittelschulen und weiter zu Oberschulen endete ebenfalls die Ära der Kontrollarbeiten und Versetzungsprüfungen.

#### Stundentafel für die Grund- und Mittelschulen 1956
angewiesen in
|                               | Klasse | 1  | 2  | 3  | 4  | 5  | 6  | 7  | 8  | 9  | 10 |  |
| Deutsche Sprache              |        | 8  | 12 | 14 | 12 | 8  | 7  | 6  | 6  | 5  | 5  |  |
| Heimatkunde                   |        | –  | –  | –  | 4  | –  | –  | –  | –  | –  | –  |  |
| Russisch                      |        | –  | –  | –  | –  | 4  | 4  | 4  | 4  | 3  | 3  |  |
| Rechnen/Mathematik            |        | 5  | 5  | 6  | 6  | 6  | 5  | 5  | 5  | 5  | 5  |  |
| Physik                        |        | –  | –  | –  | –  | –  | 2  | 2  | 2  | 3  | 3  |  |
| Chemie                        |        | –  | –  | –  | –  | –  | –  | 2  | 2  | 2  | 3  |  |
| Biologie                      |        | –  | –  | –  | –  | 2  | 2  | 2  | 2  | 3  | 3  |  |
| Erdkunde                      |        | –  | –  | –  | –  | 2  | 2  | 2  | 2  | 2  | 2  |  |
| Werken                        |        | 1  | 1  | 1  | 1  | 2  | 2  | 2  | 2  | 2  | 2  |  |
| Technisches Zeichnen          |        | –  | –  | –  | –  | –  | –  | –  | –  | 1  | 1  |  |
| Geschichte                    |        | –  | –  | –  | –  | 1  | 2  | 3  | 3  | 2  | 2  |  |
| Gegenwartskunde               |        | –  | –  | –  | –  | –  | –  | 1  | 1  | –  | –  |  |
| Zeichnen/Kunstgeschichte      |        | 1  | 1  | 1  | 1  | 1  | 1  | 1  | 1  | 1  | 1  |  |
| Gesang/Musik                  |        | 1  | 1  | 1  | 1  | 1  | 1  | 1  | 1  | 1  | 1  |  |
| Turnen                        |        | 2  | 2  | 2  | 2  | 2  | 2  | 2  | 2  | 2  | 2  |  |
| Nadelarbeit                   |        | –  | –  | 1  | 1  | 1  | 1  | –  | –  | –  | –  |  |
| Pflichtwochenstunden          |        | 18 | 22 | 26 | 28 | 30 | 31 | 33 | 33 | 32 | 33 |  |
| Sport- und Spielnachmittag    |        | –  | –  | –  | –  | –  | 2  | 2  | 2  | 2  | 2  |  |
|                               |        |    |    |    |    |    |    |    |    |    |    |  |
| fakultativer Unterricht       |        |    |    |    |    |    |    |    |    |    |    |  |
| Stenographie                  |        | –  | –  | –  | –  | –  | –  | –  | –  | 1  | 1  |  |
| Nadelarbeit (nur für Mädchen) |        | –  | –  | –  | –  | –  | –  | 1  | 1  | –  | –  |  |
| Wochenstunden höchstens       |        | 18 | 22 | 26 | 28 | 30 | 33 | 36 | 36 | 35 | 36 |  |

#### Stundentafel für die Grund- und Mittelschulen 1957
angewiesen in
|                               | Klasse | 1  | 2  | 3   | 4   | 5   | 6   | 7  | 8  | 9  | 10 |  |
| Deutsche Sprache              |        | 8  | 12 | 12  | 12  | 8   | 6   | 6  | 5  | 4  | 4  |  |
| Heimatkunde                   |        | –  | –  | 2   | 4   | –   | –   | –  | –  | –  | –  |  |
| Russisch                      |        | –  | –  | –   | –   | 4   | 4   | 4  | 4  | 3  | 3  |  |
| Rechnen/Mathematik            |        | 5  | 5  | 6   | 6   | 6   | 5   | 5  | 5  | 5  | 5  |  |
| Physik                        |        | –  | –  | –   | –   | –   | 2   | 2  | 2  | 3  | 3  |  |
| Chemie                        |        | –  | –  | –   | –   | –   | –   | 2  | 2  | 2  | 3  |  |
| Biologie                      |        | –  | –  | –   | –   | 2   | 2   | 2  | 2  | 2  | 2  |  |
| Erdkunde                      |        | –  | –  | –   | –   | 2   | 2   | 2  | 2  | 2  | 2  |  |
| Werken                        |        | 1  | 1  | 1   | 1   | 2   | 2   | 2  | 2  | 2  | 2  |  |
| Technisches Zeichnen          |        | –  | –  | –   | –   | –   | –   | –  | –  | 1  | 1  |  |
| Geschichte                    |        | –  | –  | –   | –   | 1   | 2   | 2  | 2  | 2  | 2  |  |
| Staatsbürgerkunde             |        | –  | –  | –   | –   | –   | –   | –  | 1  | 1  | 1  |  |
| Zeichnen/Kunstgeschichte      |        | 1  | 1  | 1   | 1   | 1   | 1   | 1  | 1  | 1  | 1  |  |
| Gesang/Musik                  |        | 1  | 1  | 1   | 1   | 1   | 1   | 1  | 1  | 1  | 1  |  |
| Turnen                        |        | 2  | 2  | 2   | 2   | 2   | 3   | 3  | 3  | 3  | 3  |  |
| Nadelarbeit                   |        | –  | –  | 1   | (1) | (1) | (1) | –  | –  | –  | –  |  |
| Pflichtwochenstunden          |        | 18 | 22 | 26M | 28M | 30M | 31M | 32 | 32 | 32 | 33 |  |
|                               |        |    |    | 25J | 27J | 29J | 30J |    |    |    |    |  |
|                               |        |    |    |     |     |     |     |    |    |    |    |  |
| fakultativer Unterricht       |        |    |    |     |     |     |     |    |    |    |    |  |
| 2. Fremdsprache               |        | –  | –  | –   | –   | –   | –   | 3  | 3  | 3  | 2  |  |
| Stenographie                  |        | –  | –  | –   | –   | –   | –   | –  | –  | 1  | 1  |  |
| Nadelarbeit (nur für Mädchen) |        | –  | –  | –   | –   | –   | –   | 1  | 1  | –  | –  |  |
| Wochenstunden höchstens       |        | 18 | 22 | 26  | 28  | 30  | 31  | 36 | 36 | 36 | 36 |  |

## Anforderungen der Grundschule

### Verhalten des Schülers
Die Einheitsschule der DDR war nicht nur eine Institution des Wissens, sondern genauso eine Institution der Erziehung.
Im Jahre 1954 erließ daher das MfV eine Verordnung, die die erzieherischen Ansprüche der Schule an gediegene Grundfertigkeiten wie Disziplin, Ordnung, Sauberkeit etc. klar festlegte. Schon ab 1953 wurden dazu einheitliche Schülerregeln im Schülertagebuch herausgegeben, das jeder Schüler ab der 3. Klasse kontrolliert durch Lehrer und Eltern führen musste.
Alle Schüler der deutschen demokratischen Schule würden beim Aufbau eines glücklichen Lebens in ihrer deutschen Heimat helfen wollen und müssten gute Schuler sein. Jeder Schüler hätte deswegen die Pflicht:
- fleißig und beharrlich zu lernen und stets die Hausaufgaben selbständig und sorgfältig zu erledigen
- regelmäßig und pünktlich den Unterricht und andere Schulveranstaltungen zu besuchen
- zum Unterricht sauber, gekämmt, und ordentlich gekleidet zu erscheinen
- alle notwendigen Bücher und das Arbeitsmaterial in ordentlichem Zustand zur Schule mitzubringen
- dem Unterricht aufmerksam zu folgen, nicht zu schwatzen und sich nicht mit anderen Dingen zu beschäftigen
- das Schülertagebuch sauber und gewissenhaft zu führen und am Wochenende von den Eltern unterschreiben zu lassen
- an seinem Arbeitsplatz und im Schulgebäude Ordnung zu halten
- den Weisungen des Direktors und der Lehrer unbedingt Folge zu leisten
- sich während des Unterrichts bei einer Antwort zu erheben
- allen in der Schule tätigen Personen mit Achtung zu begegnen und sie höflich zu grüßen
- das Schuleigentum als gesellschaftliches Eigentum zu schonen, sorgfältig mit den eigenen Sachen und denen der Mitschüler umzugehen
- die Ehre seiner Klasse und seiner Schule wie seine eigene zu schützen

Verstöße gegen diese „selbstverständlichen Normen“ wurden geahndet und flossen in die Verhaltenszensuren ein.

## Die Abschlussprüfung
Am Ende der 8. Klasse fand die Abschlussprüfung statt.
Folgende schriftliche Arbeiten waren unter Klausur anzufertigen:
- Deutsche Sprache (Aufsatz) in 180 Minuten
- Deutsche Sprache (Grammatikarbeit) in 60 Minuten
- Mathematik in 120 Minuten
- Russisch (Übersetzung) in 90 Minuten

Folgende Fächer waren mündlich im Colloquium abzulegen:
- Deutsche Sprache (Literatur)
- Mathematik
- Russisch
- Geschichte
- Gegenwartskunde
- Physik oder Biologie

Für die Abschlussprüfung galten spezielle Regelungen für das Bestehen bzw. Nichtbestehen. Die Prüfungen und somit der Abschluss galten als nicht bestanden, wenn eine Prüfung mit der Zensur 5 bewertet wurde, oder bestimmte Konstellationen der Zensur 4 auftraten (bspw. Mathematik und Deutsch, Kunsterziehung und Musik und ein weiteres Fach etc.).
Die erfolgreich bestandene Abschlussprüfung führte zum Schulabschluss. Der Abschluss der achtjährigen Grundschule erlaubte berufliche Werdegänge wie heutzutage der Realschulabschluss.

## Übergang in weiterführende Schulen
Der Übergang in weiterführende Schulen war bis 1951 nicht einheitlich geregelt. Neben dem Elternwunsch spielten vor allem die Ergebnisse der Abschlussprüfung eine Rolle für die Aufnahme in weiterführenden Schulen. So war in Mecklenburg-Vorpommern der Elternwille allein ausschlaggebend, in Sachsen-Anhalt gab es teilweise Eingangsprüfungen, in Thüringen spielte auch die Herkunft der Eltern eine Rolle.
Zum Schuljahr 1951/1952 wurden erstmals DDR-weit einheitliche Richtlinien für den Übergang in die weiterführenden Schulen geschaffen. Erklärtes Ziel war, den Zugang zu weiterführenden Schulen primär von der Herkunft der Eltern und nur in zweiter Linie von den schulischen Leistungen abhängig zu machen. Für Arbeiter- und Bauernkinder war ein Kontingent von 60 % (in Sachsen sogar 80 %) der Plätze in den weiterführenden Schulen reserviert. Die Folge dieser Regelung war ein starker Anstieg der Anmeldezahlen zur Oberschule durch Arbeiterkinder. Auf die 22.000 Plätze in den Oberschulen der DDR bewarben sich Februar 1951 45.000 Schüler. Durch die Quotenregelung wurden eine Vielzahl vom Schülern aus bürgerlichen Elternhäusern trotz guter Noten abgewiesen, während Arbeiterkinder trotz schlechterer Noten aufgenommen wurden. Für die Aufnahme eines „bürgerlichen“ Kindes war im Schnitt eine Abschlussnote von 1,8 und für ein Arbeiterkind eine von 3,2 notwendig. Hinzu kam eine politische Selektion. So konnte Kindern von ehemaligen, auch einfachen Mitgliedern nationalsozialistischer Organisationen der Zugang zur Oberschule verweigert werden. Ausgenommen hiervon waren diejenigen, die Mitglied der SED geworden waren.
Eine Flut von Einsprüchen war die Folge dieser Einschränkung des Rechts auf Bildung. Allein aus Sachsen sind über 1450 schriftliche Einsprüche dokumentiert (von denen 1013 abgelehnt wurden, darunter 46 Kinder mit einem Notendurchschnitt von 1,0). Als Folge dieser Elternproteste wurden die Regelungen für das Folgejahr leicht entschärft und die Arbeiterquote wurde auf 50 % gesenkt. Dennoch wurden auch im Folgejahr 8.000 Schüler trotz guter Noten abgelehnt. Die Auswahl der Schüler nach Herkunft und politischer Loyalität blieb ein Kennzeichen der DDR-Schulpolitik bis zur Wende.